# Ordre de Vasa
L'ordre royal de Vasa (Kungliga Vasaorden), nommé en l'honneur du roi Gustave Ier Vasa (1496-1560), est un ordre royal suédois de chevalerie, récompensant les citoyens suédois ou étrangers. Il est accessible aux personnes non éligibles à l'ordre de l'Épée et celui de l'Étoile polaire.
Il est institué le 29 mai 1772 par le roi Gustave III de Suède pour récompenser les personnalités ayant rendu d’importants services à l’État et à la société, spécifiquement dans les domaines de l’agriculture, du commerce, de la métallurgie et des arts.
Depuis 1974, l'ordre est « dormant » ; c'est-à-dire que personne n'a reçu l'ordre depuis cette date. Il est rétabli le 1er janvier 2023 par le roi Charles XVI Gustave de Suède.

## Histoire
L'ordre est créé en 1772 par le roi Gustave III en l'honneur de Gustav Vasa et compte cinq grades. Lorsqu'un prêtre ou une femme reçoit l'Ordre de Vasa, il ou elle n'est pas appelé(e) chevalier (riddare), mais « membre de l'Ordre de Vasa » (ledamot av Vasaorden), tout comme pour les autres ordres de chevalerie suédois. L'ordre est également désigné « libre » (fri) au sens de démocratique, c'est-à-dire qu'il peut être décerné à n'importe qui, sans distinction de classe ou de naissance, y compris à des non-nobles.
À l'origine, le roi attribuait les grades selon le mérite. Toutefois, certains titres de l'Ordre étaient payants, mais ils ne pouvaient pas être achetés, seulement reçus. Pour la Grande Croix, il fallait payer 800 daler silvermynt, pour les Commandeurs 400 daler silvermynt, tandis que les Chevaliers étaient exemptés de ce droit. Le cinquième paragraphe stipule que « les chevaliers de cet ordre sont au nombre de cinquante, auxquels s'ajoutent six grands-croix et huit commendataires, dont le roi et le chancelier (cantzler) de l'Ordre ».
Les premiers membres de l'Ordre de Vasa (chevaliers et commandeurs) furent adoubés dans l'église du palais de Stockholm, le 17 juillet 1772 ; ils étaient 43, dont 14 membres de l'Académie des sciences.

## Grades
L'ordre de Vasa comporte cinq grades :
| Insignes | Croix | Collier | Grade                                                       | Date de création                             | Remarques |
| -------- | ----- | ------- | ----------------------------------------------------------- | -------------------------------------------- | --------- |
|          |       |         | Commandeur grand-croix Kommendör med stora korset, KmstkVO  | 1772                                         |           |
|          |       |         | Commandeur de première classe Kommendör av 1. klass, KVO1kl | 1873                                         |           |
|          |       |         | Commandeur Kommendör, KVO                                   | 1772 Commandeur 1873 Commandeur de 2e classe |           |
|          |       |         | Chevalier de première classe Riddare av 1. klass, RVO1kl    | 1772 Chevalier 1889 Chevalier de 1re classe  |           |
|          |       |         | Chevalier Riddare, RVO                                      | 1889                                         |           |

## Personnalités distinguées par l'ordre
- Victor Riquetti de Mirabeau (1715-1789), dit « l'ami des hommes », philosophe et économiste membre de la physiocratie. Il est fait commandeur grand-croix le 18 août 1772[1].
- Pierre Samuel Du Pont de Nemours (1739-1817), philosophe, journaliste, économiste et homme politique, membre de la physiocratie. Il est fait chevalier en 1774[1].
- Alexandre Roslin, (1718-1793) peintre suédois, portraitiste
- Charles de Geer (1720-1778), biologiste suédois
- Sven Ingemar Ljungh (1757-1828), naturaliste suédois
- Auguste Jean-Marie Carbonneaux (1769-1843), fondeur-ciseleur français, décoré chevalier, avant 1823[2]
- Armand Trousseau (1801-1867), médecin français, fait chevalier en 1846
- Henri Conneau (1803-1887), grand officier de l'ordre de Vasa, médecin particulier de l'empereur Napoléon III
- Auguste Carlone (1812-1873), journaliste niçois
- Henry Dunant (1828-1910), homme d'affaires suisse, fondateur de la Croix-Rouge, fait chevalier en 1864
- Charles Renard (1847-1905), pionnier de l'aérostation
- Comte Serge Witte (1849-1915), premier ministre de Nicolas II
- Auguste Micaël Lemaitre, (1850-1922), pédagogue genevois (RVO)[3]
- Gottlieb Polak, (1883-1942), premier écuyer en chef à l'École espagnole d'équitation à Vienne
- Albert Roper (1891-1969), aviateur et initiateur du droit aérien international, fait commandeur en 1932
- Comte André de Meeûs d'Argenteuil, (1879-1972), général-major belge et grand maître de la maison de la reine Élisabeth
- Les 4 membres du groupe ABBA : 
  - Agnetha Fältskog
  - Anni-Frid Lyngstad
  - Björn Ulvaeus
  - Benny Andersson